# Патерсон, Уильям (юрист)
Уильям Патерсон (1745—1806) — американский политический деятель времен американской революции и эпохи Конфедерации, один из первых губернаторов штата Нью-Джерси.
Родился в Ирландии, попал в североамериканские колонии в двухлетнем возрасте. Его семья часто переезжала — из Делавэра в Коннектикут, а затем в Нью-Джерси, где в конце концов и осела.
Патерсон окончил колледж Нью-Джерси и изучал право. Поддержал патриотов во время Войны за независимость. Был генеральным прокурором Нью-Джерси в 1776—1783 годах. На Филадельфийском конвенте решительно отстаивал права малых штатов, предложил «Нью-Джерсийский план» вместо виргинского плана Мэдисона. Хотя он оставил конвент в июле, затем он вернулся, чтобы подписать Конституцию. Позже был сенатором США, губернатором Нью-Джерси и членом Верховного Суда.